# Big Fury
Big Fury was een stalen compacte achtbaan in het attractiepark Six Flags Great Adventure in de Amerikaanse stad Jackson (New Jersey). De achtbaan was geopend tussen 1974 en 1977.
De achtbaan was gebouwd naar het model Zyklon Z64 van Pinfari en was volledig gelijk aan de achtbaan Flying Dutchman in Dorney Park. Big Fury was zo ontworpen dat de achtbaan makkelijk verplaatst kon worden.
Six Flags besloot dat er een achtbaan nodig was welke enger was en nog beter kon worden verplaatst. Zo verkochten ze 'Big Fury' aan een andere park. In 1978 opende Wild Rider, een wildemuis-achtbaan van Schwarzkopf.